# Du-Xanatir
Du-Xanatir (em árabe: ذو شناتر; romaniz.: Dhu Xanatir), também conhecido como Cania Ianufe (em árabe: لخنيعة ينوف; romaniz.: Khani'ah Yanuf),  foi um rei himiarita que governou o Iémen por 27 anos. Ele não pertencia a família real. 

## Governo
Du-Xanatir assumiu o trono em 490 ao assassinar seu antecessor Martadilã Ianufe Du-Martade.  Foi assassinado em 517 por Iúçufe Açar Iatar (Dunaas)  